# 泾县新四军军部旧址
30°39′14″N 118°13′17″E / 30.65389°N 118.22139°E
泾县新四军军部旧址位于中国安徽省宣城市泾县云岭镇，1961年被列为第一批全国重点文物保护单位。
1937年10月，南方八省的红军和游击队整编为国民革命军陆军新编第四军，或称“国民革命军新编第四军”，简称新四军。1937年12月25日在湖北汉口建立军部（汉口新四军军部旧址），1938年1月6日移驻南昌（南昌新四军军部旧址），2月开始在安徽歙县岩寺镇集结部队（南方八省红军游击队集中地旧址），4月4日军部离开南昌，5月军部移至南陵县土塘村，7月进驻云岭地区。1941年1月4日军部北撤，次日皖南事变爆发，3月20日在江苏盐城重建军部（新四军重建军部旧址）。
泾县新四军军部旧址包括司令部、政治部、教导总队、战地服务团、修械所、中共中央东南局等机构，分设于罗里、南堡、中村等十三个自然村中。司令部旧址位于罗里村，叶挺、项英、周子昆、李一氓均居住于此。